# Avril 1807

## Événements
- 4 avril : mort de l'Almamy du Fouta-Toro Abdoul Kader Kane[1] Évincé du pouvoir par les grands dignitaires du Fouta (Jaggorde), il s'allie au Gajaaga et au Khasso mais est tué  par les forces du Bundu et du Kaarta, avec la complicité du parti torodo de la deuxième génération[2]. Sa mort donne le pouvoir aux membres du Jaggorde, jusqu'à la fin du Royaume en 1881. Les Almamy suivants ne sont plus nommés par l'ensemble de la population mais par ces jagoordo, chefs des cinq grandes familles. La stratification sociale perdure sous d'autres formes. La révolution torodo n'a donc pas atteint ses objectifs majeurs. La féodalité torodo se substitue à celle des Denyankobé.
- 21 avril : les troupes de Fraser sont battues à Rosette par Méhémet Ali[3].

## Naissances
- 18 avril : Benjamin-Théophile Charon-Lémérillon (mort en 1873), peintre français.
- 22 avril : Luigi Palmieri (mort en 1896), volcanologue et météorologue italien.

## Décès
- 4 avril : Joseph Jérôme Lefrançois de Lalande (né en 1732), astronome français.
- 14 avril : Jeremias Benjamin Richter (né en 1762), chimiste allemand.
- 28 avril :  Jacob Philipp Hackert, peintre allemand (° 15 septembre 1737).